# Dufourea cuprea
Dufourea cuprea är en biart som beskrevs av Richard Mitchell Bohart 1948. Dufourea cuprea ingår i släktet solbin, och familjen vägbin. Inga underarter finns listade i Catalogue of Life.